# Robert Murray (medicinare)

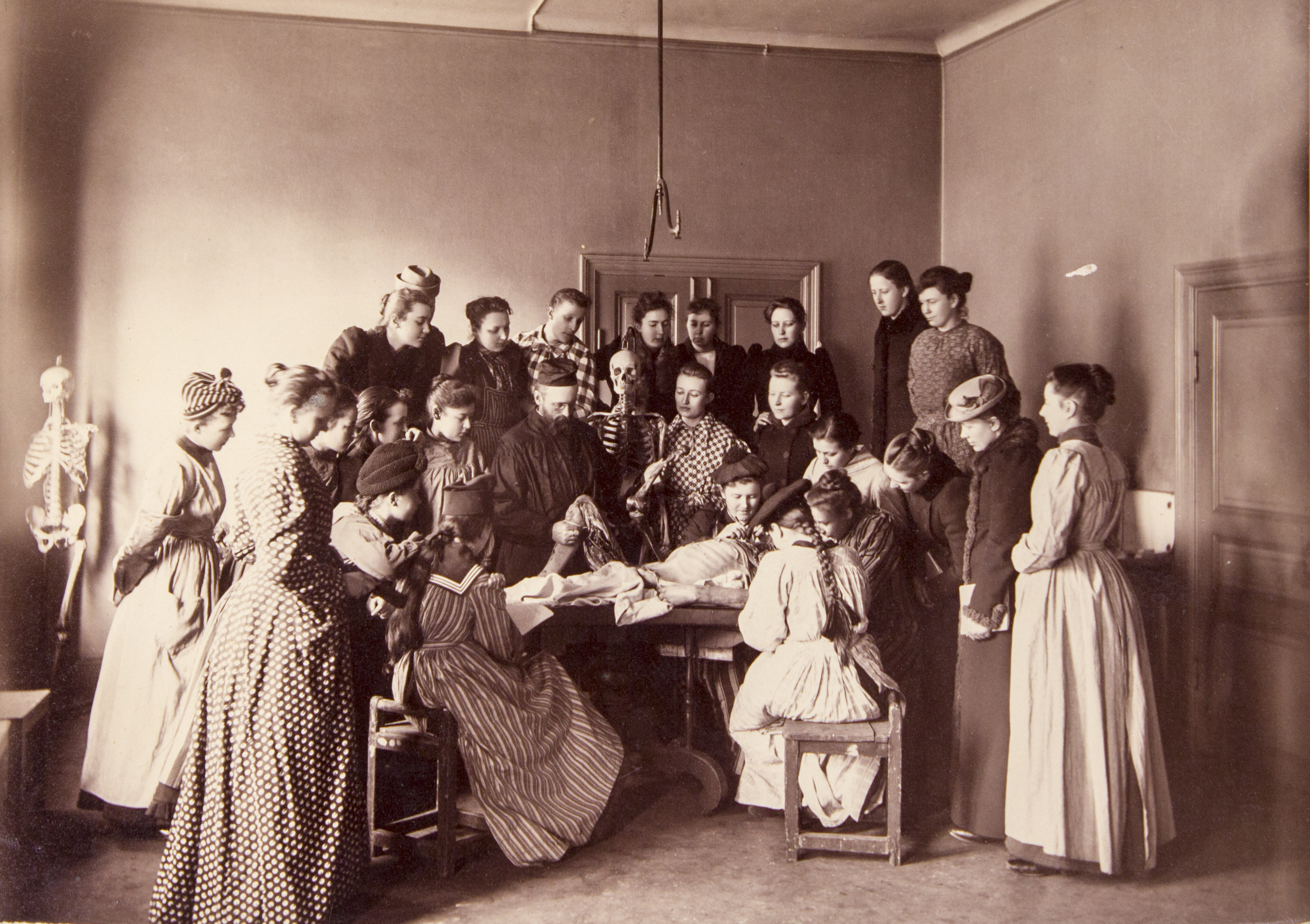
Lektion i anatomi vid Gymnastiska Centralinstitutet Stockholm, kvinnliga kursen 1891-1893 med lärare Robert Murray.

Robert Murray, född den 2 juni 1846 i Göteborg, död den 6 augusti 1932, var en svensk läkare, sjukgymnast och ämbetsman. Han var sonson till anatomen Adolph Murray, bror till industrimannen George Murray och farfar till domprosten Robert Murray.
Murray blev medicine licentiat 1876 och idkade medicinska studier i Wien 1876–1877. Han genomgick läkarkursen vid Gymnastiska Centralinstitutet 1879–1880, anställdes som extra lärare där 1882, blev lärare 1885 och var 1887–1912 professor och överlärare. Vid Gymnastisk-ortopediska institutet tjänstgjorde Murray som läkare 1879–1888 och fungerade de två sista åren som tillförordnad föreståndare. Vid Lysekils havsbadsanstalt tjänstgjorde Murray som läkare 1872–1912. I Hygiea, Svenska läkarsällskapets förhandlingar och Tidskrift i gymnastik bidrog Murray med en del värdefulla uppsatser rörande sjukgymnastik med mera.
Sin egentliga livsgärning utövade Murray vid Gymnastiska Centralinstitutet, om vilket han själv yttrade sig: "Jag hade på grund af min stränga tjänstgöring att välja mellan att verka hufvudsakligen såsom lärare eller såsom författare; jag valde det förra". Sten Drakenberg kommenterar i Nordisk Familjebok: "Härutinnan gjorde M. tvifvelsutan rätt, ty han hade mycket stora förutsättningar som pedagog. M:s synnerligen omsorgsfullt utarbetade föreläsningar gjorde hans undervisning i hög grad tilldragande. Under sin krafts dagar var M. äfven en erkändt framstående rörelsegifvare." Robert Murray vilar på Djursholms begravningsplats.